# 北条氏綱
北条 氏綱（ほうじょう うじつな）は、戦国時代の武将、戦国大名。後北条氏第2代当主。
伊豆国・相模国を平定した伊勢宗瑞（伊勢盛時、北条早雲） の跡を継いで領国を武蔵半国、下総の一部、そして駿河半国にまで拡大させた。また、「勝って兜の緒を締めよ」の遺言でも知られる。
当初は伊勢氏を称しており、北条氏を称するようになるのは父・宗瑞の死後の大永3年（1523年）か大永4年（1524年）からである。宗瑞は北条氏を称することは生涯なかったが、後北条氏としては氏綱を2代目と数える。なお、氏綱以降の当主が代々通字として用いることとなる「氏」の字は、宗瑞の別名として伝わる「長氏」「氏茂」「氏盛」の偏諱に由来するものとも考えられるが（もっとも、近年の研究では宗瑞の諱は「盛時」であったとするのが定説となっている）、氏綱の元服時に宗瑞がまだ今川氏の姻族・重臣であったことから従兄である今川氏親からの偏諱として与えられたのではないかとする説がある。

## 生涯

### 家督相続まで

#### 元服まで
長享元年（1487年）、伊勢宗瑞（伊勢盛時、北条早雲）の嫡男として生まれる。従来、宗瑞は没年88歳とされていたが、これを64歳とする説が近年は有力になっており、その説によれば、宗瑞が32歳の時に氏綱が生まれたことになる。母は宗瑞の正室で幕府奉公衆小笠原政清の娘・南陽院殿である。幼名は伊豆千代丸。元服後には父と同じ通称である新九郎を称した。氏綱が生まれた年に宗瑞は小鹿範満を討って、姉・北川殿の息子の龍王丸（のちの今川氏親）を今川家の当主に据えており、その功により興国寺城主となっている。

#### 伊勢氏の後継者
氏綱の文書上の初見は永正9年（1512年）8月12日付で、家臣の伊東氏に対して、相模中郡岡崎台(現伊勢原市・平塚市)での合戦における戦巧を称した感状であり、そこで宗瑞と連署している。このことから、宗瑞の後継者として活動していたことがうかがえ、宗瑞が大森氏から奪取した相模国小田原城に在番していたと推定されている。
その後、相模平定戦においては宗瑞と共に相模に進軍し三浦氏の本拠地新井城を包囲し永正13年（1516年）に三浦氏を滅ぼした。この間に結婚し永正12年（1515年）には嫡男の氏康が誕生している。
永正15年（1518年）、宗瑞の隠居により家督を継ぎ、当主となる。

### 北条氏への改称

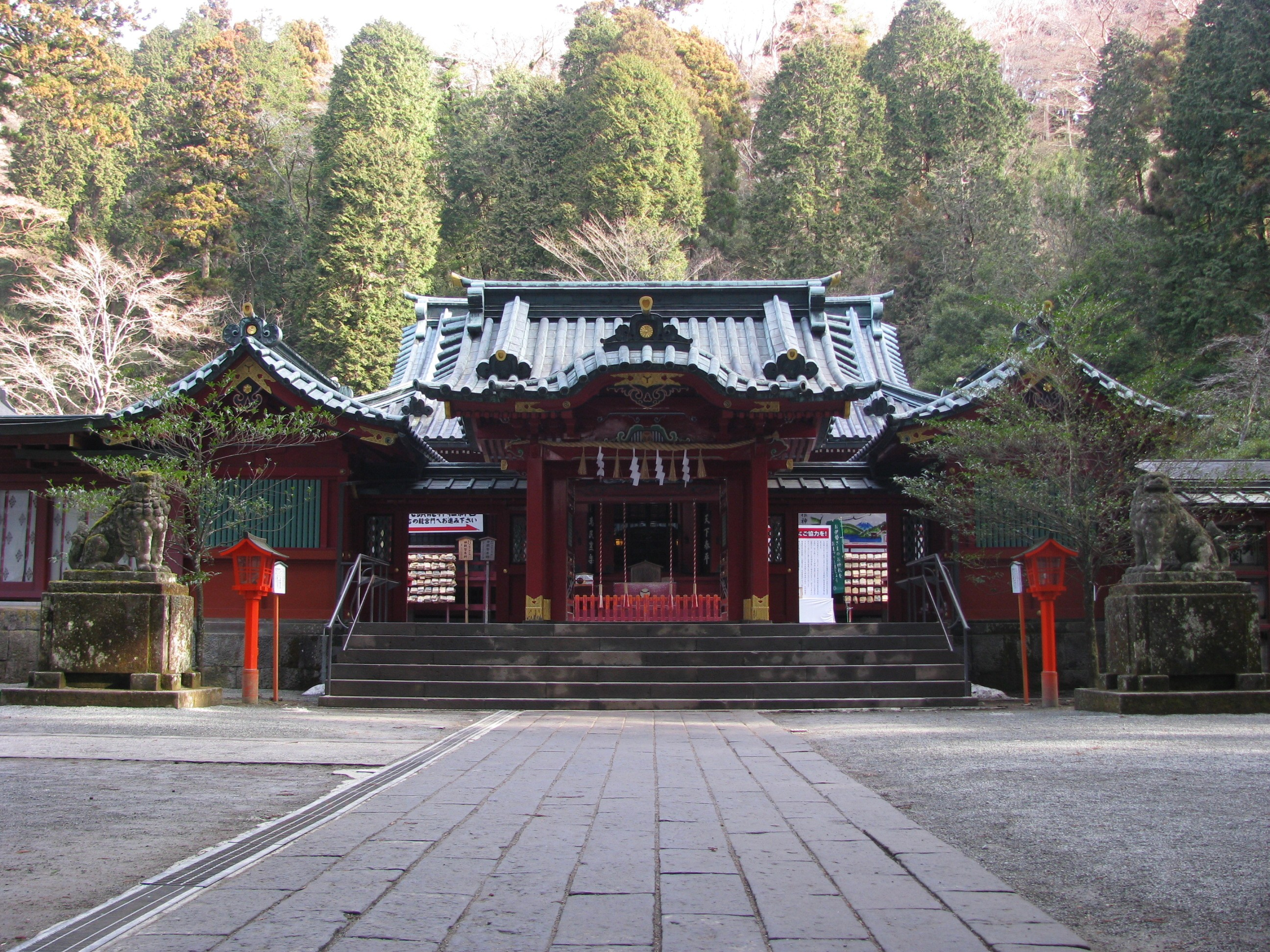
箱根神社。
神奈川県足柄下郡箱根町。

#### 関東情勢と国力の増強
氏綱の家督相続とともに伊勢（後北条）氏は虎の印判状を用いるようになっている。印判状のない徴収命令は無効とし、郡代・代官による百姓・職人への違法な搾取を抑止する体制が整えられた。それまで、守護が直接百姓に文書を発給することはなかったが、印判状の出現により戦国大名による村落・百姓への直接支配が進むようになる。
宗瑞の時代、伊勢（後北条）氏の居城は伊豆の韮山城であったが、氏綱はそれまで在番していた相模の小田原城を本城化させた。また家督相続に伴う代替わり検地の実施と、安堵状の発給を行っている。
大永年間（1521年 - 1527年）から氏綱は寒川神社宝殿・箱根三所大権現宝殿の再建、そして相模六所宮・伊豆山権現の再建といった寺社造営事業を盛んに行っており、その際に「相州太守」を名乗り（氏綱が相模守になった事実はない）、事実上の相模の支配者たるを主張している。

#### 北条への改称
最後に氏綱が伊勢苗字を称していたことを明確に示す最後の資料は、大永3年（1523年）6月12日付の箱根権現社宝殿を造立した棟札銘である。また、北条苗字を称していたことを明確に示す最初の資料は、同年9月13日に近衛尚通の日記『後法成寺関白記』であり、北条氏綱と推定される人物が「北条」と記されている。このことから、6月12日から9月13日の間に氏綱は名字を伊勢から北条へと改めたと推定される。
父・宗瑞は明応の政変（1493年）を契機に幕府の承認を受けて伊豆に侵攻して領国化し、さらには相模をも平定したが、山内・扇谷両上杉氏をはじめとする旧来からの在地勢力からは「他国の逆徒」と呼ばれて反発を受けていた。領国支配を正当化するために自らを関東とゆかりの深い執権北条氏の後継者たらんとする発想は宗瑞の時代からあり、氏綱の代にこれを実現したことになる。
旧来、伊勢氏とは全く無関係の執権北条氏（鎌倉北条氏）を勝手に名乗った、あるいは宗瑞が北条氏末裔の北条行長の養子となった、などとされてきたが、近年の調査で正室の養珠院殿が執権北条氏の末裔とされる横井氏（横江氏）の出身であった可能性が指摘されている。養珠院殿は永正12年（1515年）に3代目となる氏康を産んでいる。また近年の別の研究では、この北条改称は単なる自称ではなく、朝廷に願い出て正式に認められたものであると考えられている。改称から数年後には執権北条氏の古例に倣った左京大夫に任じられ、従五位下に列せられるなど家格の面でも周辺の今川氏や武田氏、上杉氏と同等になっている。なお、北条氏に改めたとされる大永3年6月から9月の時点では、氏綱と扇谷上杉家は和睦していたという見方もあり、北条改称は氏綱による一種の敵対表明であり、これをきっかけに氏綱は小机領進出に踏み切り、さらに扇谷・山内両上杉家の反北条同盟の成立、翌年の江戸城攻略に至ったとする解釈もある。

### 武蔵侵攻

#### 相模、南武蔵の平定
永正16年（1519年）氏綱は宗瑞の政策を継承して、小弓公方・足利義明と真里谷武田氏の支援ため、房総半島に出兵し、藻原まで進軍したが、その後の数年間は軍事行動を控えていた。これは、武蔵国を巡って伊勢（後北条）氏と対立関係にあった扇谷上杉家が共に足利義明を支持する立場となったために、両者が和睦の状況にあったからとみられている。
大永3年（1523年）7月ごろ、北条改姓と共に残る相模の平定に動き、津久井城を押さえると相模全域を平定した。また、武蔵にも進出し小机城を攻略して南武蔵一帯を制圧した。さらに武蔵国南西部の久良岐郡（横浜市の西部に相当）一帯を経略し、さらに武蔵国西部・南部の国人を服属させている。また、前述のようにこの計略は同年と推測される北条改称と連動した政策であったとする説もある。

#### 高輪原の戦い、江戸城奪取
北条軍の接近に危機感を持った扇谷上杉朝興は山内上杉家と和睦して氏綱に対抗しようとするが、翌大永4年（1524年）正月に氏綱は伊豆、相模全域から兵を出し1万以上の軍で武蔵に攻め込んで権現山城、世田谷城など扇谷上杉氏方の城を次々と攻略して荒川を渡河した。和睦を破ったことに激怒した朝興は出陣、目黒川を渡った高輪原で両軍は激突した（高輪原の戦い）。
最初は山の上に布陣する扇谷軍が背水の陣である北条軍を押したが、兵力で上回る北条軍が押し返して扇谷勢を撃破した。敗走した朝興は居城の江戸城に逃げ帰るが、氏綱はこれを追撃し1月下旬に江戸城を包囲した。当時の江戸城は改修前とはいえ堅牢な作りで、簡単に攻略することは難しかったが、北条軍に決戦で敗れたことで兵力が少なく、さらに以前より朝興の政策に不満を持っていた太田資高が北条方に寝返ったため、総攻めを行い江戸城を攻略する（江戸城の戦い）。

#### 東武蔵での戦い
氏綱は扇谷領への侵攻を指示した。北条軍はすぐに追撃を開始して、板橋にて板橋某・市大夫兄弟を討ち取る。さらに2月2日には北上して太田資頼の寝返りにより、岩槻城を攻撃して落城させ太田備中守（太田資頼の兄）を討ち取り、扇谷兵三千を討ち取る勝利を収めた（岩槻城の戦い）。岩槻城は武蔵と古河公方の本拠地下総国古河城とを結ぶ重要な拠点であり、岩槻城を支配し続けることで、上杉氏と古河公方との連絡を遮断することができるようになった。続いて、同年3月20日に足利家御一家衆の渋川氏の本拠である蕨城も攻略し、また、毛呂城（山根城）城主の毛呂太郎顕繁・岡本将監が北条方に属したため、毛呂-石戸間を手中におさめ敵の松山城-河越城間の遮断に成功する。北条軍は休むことなく戦い続け、上杉朝興は追い詰められていった。これにより、朝興は一時期、在陣していた河越城からも、後退して、上杉憲房が在陣する藤田陣(寄居町)に移った。
しかし、これに対して扇谷上杉朝興は既に和睦していた山内上杉憲房の支援を受けて態勢を立て直すと、関係が悪化していた古河公方足利高基と和睦し、さらに甲斐守護武田信虎とも結んで北条包囲網を形成し、反撃を開始した。6月18日に太田資頼が朝興に帰参してしまい。7月20日には、朝興からの要請により武田信虎が武蔵国まで出張り岩槻城を攻め落とした。この時多くの北条軍が犠牲になった。これを背景として、太田資頼は岩槻城に復帰することができた。氏綱は朝興と和睦を結び、毛呂城引き渡しを余儀なくされた。

### 北条包囲網とその打開

#### 包囲網の形成
翌大永5年（1525年）2月6日に氏綱は和睦を破って岩槻城を奪還し、太田資頼を石戸城(北本市)に後退させ、同城に前城主とされる渋江右衛門大夫の子とみられる渋江三郎が入城した。また、古河公方足利家奉公衆で菖蒲城を拠点とした金田佐々木氏を味方につけた。しかし、朝興は山内上杉憲房・憲寛父子との連携のもとで逆襲を行う。朝興は関東管領山内上杉家、古河公方、甲斐の武田信虎のみならず、宗瑞時代には後北条氏と友好関係にあった南下総を支配する小弓公方足利義明と古河公方足利高基との和睦を成立させ、小弓公方を味方に引き入れた。そして小弓公方傘下の上総国の真里谷武田氏、安房国の里見氏当主の里見義豊とも手を結んで包囲網を形成し、氏綱は駿河国の今川氏親を除く全方位を敵対大名に囲まれる状況に陥った。大永5年8月20日、朝興は江戸城奪還のため江戸領に向けて進軍し、白子原で合戦となった(白子原の戦い)。この合戦は北条方の敗北で、大将の伊勢九郎が戦死している。朝興は大永6年（1526年）5月には蕨城を攻略した。また、朝興軍は、同年九月には小沢原、同年11月には相模国玉縄城にまで迫った。

#### 情勢の安定化
このような状況では江戸城奪還が厳しいと判断した上杉朝興は、今度は小弓公方を頼る策を立てた。朝興率いる扇谷軍の主力が相模や南武蔵の北条軍を牽制し、小弓公方軍が重要地帯鎌倉を攻撃するという作戦であった。しかし、双方の陣営で連携が取れないまま大永6年（1526年）11月、里見氏の軍勢が勝手に動き出して東相模に上陸、鎌倉を襲撃し、鶴岡八幡宮が焼失している（鶴岡八幡宮の戦い）。
里見軍は次々と侵攻していくが、玉縄城の氏時が鎌倉に援軍に出たことにより里見義豊は撤退を決断し、北条方が防衛に成功した。しかし、鶴岡八幡宮が焼失するという大惨事を引き起こしてしまった。だが、これは氏綱の罠であった。氏綱は鶴岡八幡宮焼失の責任を朝廷や幕府に働きかけ里見の従属先である小弓公方足利義明に負わせ、復興賃を小弓公方に払わせることに成功した。この結果に意気消沈した足利義明は、翌大永7年（1527年）には氏綱と和睦して、その傘下である真里谷武田氏や里見氏も氏綱と停戦しており、この段階で房総諸勢力は包囲網から脱落していたとする見方も出されている。
享禄3年（1530年）4月に朝興の要請で武田信虎の弟勝沼信友が出陣、郡内地方を治める小山田信有と共に大月の地に布陣した。これに対し氏綱は主力を動員して甲斐に出陣、さらに多目元忠に別動隊を率いさせて、続々と郡内に兵を出した。23日には氏綱と信友とで決戦が行われ、数で大幅に上回る北条軍が勝利した（八坪坂の戦い）。氏綱が甲斐に出陣しているとの知らせを受けた朝興は主力を率いて出陣、武田軍と氏綱を挟み撃ちにするため、江戸城ではなく氏綱の嫡男・氏康がいる小沢城を目指して南下してきた。朝興方の軍勢は5000を越えた一方で、氏康方は甲斐に主力を動員しているため1000と少なく、朝興は多摩川を渡り布陣した。敵が油断していると判断した氏康は6月12日、上杉軍に夜襲をしかけ勝利した（小沢原の戦い）。この二つの勝利は氏綱の名声をさらに高め、志村城を落城させている。しかし翌享禄4年(1531年)には朝興に岩槻城を奪回されている。

#### 安房、甲斐での戦い
享禄4年（1531年）6月、宇都宮興綱が擁立する足利晴氏がついに古河城に入城し、高基は降伏し隠居、晴氏が4代目古河公方となった。晴氏は関東を平和にすることを目指し、山内上杉でも起こっている内乱への介入を始めた。当主の上杉憲寛は五郎丸派の晴氏が勝利したことで敗北を重ね、深谷城に追い詰められた。そして7月、晴氏の仲介により憲寛は隠居、五郎丸に家督と関東管領職を譲ることが決定した。五郎丸は元服して上杉憲政と名乗り、関東享禄の内乱は終結した。
古河公方に就任した晴氏は敵対勢力である小弓公方を排除するため、南関東で勢力を伸ばしていた氏綱に目を付けた。同年8月には氏綱の弟北条幻庵が晴氏のもとを訪れ、同盟を締結した。また9月に弟の氏時が死去したため、3男の北条為昌に玉縄城を相続させている。氏綱は小弓公方を切り崩すためその傘下である里見に目を付けた。当主義豊は鶴岡八幡宮を焼いたため求心力が低下しており、叔父の里見実堯が台頭していた。氏綱は実堯を調略すると、天文元年（1532年）12月に氏綱は江戸城に入ると、下総の千葉昌胤を昌胤の嫡男千葉利胤に氏綱の娘を嫁がせる条件で調略し、房総侵攻の手筈を整えた。実堯の挙兵と共に安房に攻め入り、上総、下総と北上して古河公方軍、千葉軍と共に小弓御所を陥落させる作戦であった。
翌天文2年（1533年）7月に小弓公方の命令を受けた里見義豊が居城の稲村城に実堯とその重臣の正木時綱を呼び出した。その際に実堯の内通が露見し、義豊は彼らを粛清した（稲村の変）。実堯の嫡男里見義堯は命からがら居城の金谷城に逃げ延び、氏綱を頼り造海城に籠城した。この時、氏綱は南武蔵にいたため代わりに玉縄城にいた幻庵と為昌が挙兵、安房に向かい、8000の大軍で次々に義豊派の城を攻略し、義豊を追い詰めた。安房を終われた義豊は上総に落ち延び、大戸城を拠点に再起を図った。北条軍は扇谷軍が動き出して葛西城を奪ったため一旦安房から主力を呼び戻した。翌天文3年（1534年）3月、義豊は安房に戻り稲村城を奪取したが、すぐに北条軍と義堯に反撃され、犬掛の戦いで大敗を喫すると、4月に稲村城を攻められ自害した。こうして里見氏が包囲網から脱落する。さらに同年には真里谷信清が死去したため、真里谷武田氏でも内紛が起き、小弓公方の勢力が弱まることになった。
氏綱は関東に勢力を拡大する一方で、父・宗瑞の代より形式的には主従関係にあった駿河国の今川氏との駿相同盟に基づいて甲斐国の武田信虎と甲相国境で相争った。武田氏は前述の通り、元々扇谷上杉家と友好関係にあり、武田軍が扇谷上杉家を支援するために北条領である相模国津久井郡に侵攻したり、反対に北条軍が武田領である甲斐国都留郡（郡内地方）に侵攻する対立関係であった。
安房侵攻の際、氏綱は同盟する今川氏輝に上杉朝興と盟約を結ぶ武田信虎の牽制を要請していた。氏輝は天文3年（1534年）7月に北条からの援軍を得て甲斐侵攻を開始し、葛谷城、南部城などを攻略したが、急速な進軍により兵士が疲弊し、駿河に撤退した。この際南部城を奪い返されている。このころ、上総でも庶流だが当主の真里谷信隆と嫡流だが家督を継げなかった真里谷信応とで対立しており、氏綱はそれを利用した再度の房総侵攻を練っていた。
しかし天文4年（1535年）7月に武田信虎が昨年の今川軍による甲斐侵攻に対する報復として駿河侵攻を開始した。武田軍は富士郡を制圧して今川と北条との連絡を断つ作戦を展開した。信虎は葛谷城手前の万沢口に布陣し、今川軍の参謀太原雪斎と対峙した。さらに信虎は弟の勝沼信友と小山田信有に都留郡の見張りを命令した。今川家当主の氏輝の要請を受けた氏綱は一旦房総侵攻を中止して主力を西に回して、大軍を率いて都留郡に出陣し、山中の地を目指して進軍した。一方嫡男の氏康に2000の兵を与えて津久井城に入れ、郡内地方の挟撃を計った。氏綱は一気に甲斐を併合する計画を立てていたのである。信友の信有は5年前の八坪坂の戦いにて氏綱に敗北しており、今度こそ勝利するため、峠を越えて山中に入ってきた氏綱を奇襲し討ち取る策を立てた。突如として現れた武田軍による奇襲攻撃に北条軍は動揺するが、これは氏綱の罠であった。氏綱は北条綱成を山中湖を大きく東に周り、武田軍の後方を突くよう命令しており、綱成と武田軍を挟撃する体勢になった北条軍が押し返し、敵の大将信友ほか小山田平三など数百の首級を討ち取る大勝利を収めている（山中の戦い）。山中の戦いの知らせを受けた信虎は意気消沈して甲斐に撤退、以後失った名声の回復に務めることになる。氏綱はそのまま甲斐に侵攻する動きを見せたが、扇谷軍が動き出したため相模に撤退していった。
また、氏輝の妹瑞渓院と氏綱の嫡男氏康の婚姻が成立したのは天文5年（1536年）2月と推定されている（氏康と彼女は再従兄弟の関係であった）。

#### 駿河での戦い
内乱に勝利して家督を相続した今川義元であったが、内乱で疲弊した国内を整えるため敵対勢力である武田氏との和睦を模索していた。一方甲斐では飢饉や疫病が相次ぎ、国内が疲弊していた。そんな状況では今川、北条と争い続けることができないと見た武田信虎そしてその嫡男武田晴信は、娘を今川に嫁がせることで今川と北条の同盟を断つ離間の策を練った。そして翌天文6年（1537年）2月に義元は信虎の娘定恵院を娶って甲駿同盟を成立させる。義元の真意は花倉の乱で混乱した国内の安定化にあったとみられる。
後北条軍は2月下旬に約10000の軍で駿河国に侵攻すると、葛山城の葛山氏広は氏綱が実の兄ということもあり北条に従属、興国寺城の塀和氏堯を調略して駿東郡を制圧すると、さらに富士郡にも侵攻して間門城を築くなど駿河の河東地方（富士川以東）に侵攻して占領した。さらに、遠江の堀越氏延、井伊直宗、三河の奥平定勝ら有力を味方につけ、義元に対して反乱を起こさせた。これに対し今川軍の太原雪斎は急ぎ6000程の兵を率いて出陣、北条軍と対峙した。氏綱は今川軍をおびき寄せるため善徳寺を焼き、今川軍を挑発した。雪斎は挑発にはのらなかったが、一部の武将が暴走して北条軍に突撃、決戦となった。氏綱は北条綱高、北条綱成に今川軍を挟撃させると大軍で今川軍を殲滅、勝利した。北条軍は富士川を渡ってさらに駿河に侵攻していくが、扇谷軍が動き出す恐れもある中これ以上の侵攻は無意味と判断し、武田晴信の仲介で富士川より東すなわち河東地域を北条領とすることで一旦の停戦が成立した。これにより、今川氏との主従関係を完全に解消して独立を果たした。

#### 第一次国府台合戦
氏綱がこのように各方面に次々と出兵できたのは、宿敵である上杉朝興が病床にあったからであり、その朝興の体調はどんどん悪化してゆき、天文6年（1537年）4月に朝興が死去して、若年の上杉朝定が跡を継いだ。こうして朝興はついに江戸城奪還を果たすことなく生涯を終えた。朝興は生前に氏綱が房総に出兵した時を狙っての江戸城奪還を家臣らに指示していたが、それが実現することはなかった。
一方で氏綱とは敵対こそしていないものの、扇谷上杉を支援している小弓公方足利義明は、天文3年に真里谷信清が死去して以来、真里谷の傀儡から脱して逆に真里谷に対する影響力を増大させた。そして5月、義明は領土を次々と拡大する氏綱に対抗するため、北条が駿河攻めで疲れている時を狙いまずは房総を一枚岩にするべく北条と通じている真里谷信隆を追放して真里谷信応を当主とするべく出陣した。義明の出陣により上総の豪族は次々に義明に降伏し、信隆は敗走、相模に落ち延びていった。さらに義明は里見義堯を従属させ、一気に房総を制圧した。
氏綱は小弓公方と敵対する古河公方足利晴氏と盟約を結んでおり、義明を倒すために挙兵した。7月には武蔵に出陣して江戸城に入り、15000もの兵を江戸周辺に集めた。これに対応するため扇谷上杉軍が南に主力を下げた時を見計らって嫡男の氏康が出陣、2000の兵を率いて上杉朝定の本拠河越城を急襲した。まさか本拠地が攻撃されるとは思っていなかった朝定は家宰の難波田憲重の居城松山城に逃れ、北条軍が無傷で河越城を占領した。江戸城が北条氏綱に落とされてから13年、今度は河越城が北条氏康によって攻略された。氏綱は三男の為昌を城代に置いた。氏綱と足利義明はこれまで対立と和睦と繰り返しながらも全面的な対決を避け続けていたが、河越城の陥落に危機感を抱いた義明は葛西城の攻防において扇谷上杉家への援軍の派遣を決定、自ら兵を率いて国府台城に入り、北条軍を牽制した。こうして北条と小弓公方は全面的に対立する方向に向かっていった。河越城が北条方になったため、扇谷は軍の一部を河越城に割かざるを得なくなった。しかし、無傷で城を奪ったこともあり河越城は耐え続け、その間に城西の毛呂城、勝沼城を調略した。さらに12月には足利晴氏と密約を結び、氏綱の娘を晴氏に嫁がせることで小弓公方を共に倒すことを決定した。
翌天文7年（1538年）正月に朝定は山内上杉当主の上杉憲政とともに、河越に進軍してきたが、氏綱はこれを撃退している。さらに、このように上杉軍は奪われた河越城に対応するため主力を西に割き、分散していったことに加え、足利義明が御所に帰還していたため、葛西城は手薄となっていた。そして、同年2月2日、葛西城を攻撃、小弓公方の援軍が下総市川に在陣していたが、太田資正は逃亡して城を放棄した。氏綱はすぐにこれを攻略し、江戸城代遠山綱景に管轄させ、房総への足がかりを築く。葛西城は4年前に上杉軍に奪われていた城であったが、こうして再び奪い返した。後北条氏の房総進出は小弓公方と対立する古河公方の利害と一致するものであり、小弓公方足利義明が古河・関宿への攻撃を画策すると古河公方足利晴氏は氏綱・氏康父子に対し「小弓御退治」を命じた。義明の狙いはあくまでも未だ抵抗する千葉昌胤やその傘下豪族高城胤吉を屈服させて南下総を制圧し、北上して水陸街道の要衝関宿城を奪って古河公方を滅ぼすことであり、それを阻止するため、氏綱は小弓公方を滅亡させることを古河公方に指示された。こうして氏綱は晴氏を後ろ楯としつつ、ついに小弓公方と決戦を行う。
天文7年（1538年）6月、葛西城陥落から三ヶ月がたったころ、小弓軍が続々と国府台城に参集し、2万近い大軍が国府台や相模台に入り出した。小弓公方は北条軍を葛西城で釘付けにして動けなくして、満を持して義明が挙兵、古河公方を倒すという策を練っていた。氏綱は河越城に入っている氏康を荒川を使って葛西城に合流させて士気を高めると、一部の軍を小弓公方が来るまでの間に千葉領に入れておく策をとった。そして10月、北条軍の動きが止まったことを知った義明が挙兵、国府台城に入った。それを知った氏綱は葛西城に入る。この時点で小弓公方軍は約18000、北条軍が千葉と合わせて約20000と、ほぼ互角の数であった。そして10月7日、一斉に北条軍が太日川を渡り始めた。里見義堯は川を渡る時に奇襲すべきと進言したが義明は受け入れなかった。その間に氏康の奇襲によって松戸城が壊滅させられ、本隊の氏綱も川を渡った。それを知った義明は激怒、城を出て北条軍と激突、氏綱に有利な状況で義明と決戦となった（第一次国府台合戦）。緒戦は士気の高い公方軍に北条は押されたが、古河公方の援軍が到着すると盛り返し、足利基頼、足利義純が討ち死にし、さらに氏康が義明も討ち取る大勝利を収めた。こうして小弓公方を滅ぼし、武蔵南部から下総、上総にかけて勢力を拡大することに成功し、南関東一帯の覇権を確立した。
『伊佐早文書』によれば、古河公方足利晴氏は合戦の勝利を賞して氏綱を関東管領に補任したという。関東管領補任は幕府の権限であり、関東管領山内上杉憲政が存在する以上、正式なものにはなり得ないが、古河公方を奉ずる氏綱・氏康は東国の伝統勢力に対抗する政治的地位を得たことになる。天文8年（1539年）には氏綱は娘（芳春院）を晴氏に嫁がせ、古河公方との紐帯を強めるとともに足利氏の「御一家」の身分も与えられた。

### 領国経営
氏綱の時代に後北条氏の支城体制が確立しており、小田原城を本城に伊豆国の韮山城、相模国の玉縄城、三崎城（新井城）、武蔵国の小机城、江戸城、河越城が支城となり各々領域支配の拠点となった。支城には伊豆入部以来の重臣や一門が置かれたが、このうち玉縄城主となった三男・為昌は後に河越城主も兼ねて広大な領域を管轄しており、氏綱の晩年には嫡男・氏康に匹敵する重要な地位を占めるようになっていた。
氏綱は宗瑞の郷村支配を継承したが、独自の施策として中世になって廃絶していた伝馬制度を復活させて領内における物資の流通・輸送を整備している。また、検地によって増分した田地や公収した隠田そして交通の要所に積極的に御領所（直轄地）を設置し、その代官には信頼できる側近を任命した。
氏綱の時代に積極的にすすめられた築城や寺社造営のために職人集団を集めており、後北条氏は商人・職人に対する統制を行い年貢とは別に諸役・諸公事を課し、小田原城下の津田藤兵衛に発した藍瓶銭（藍染業者への賦課金）の徴収を許す享禄3年（1530年）付の虎の印判状が現存している。天文7年（1538年）には伊豆と相模の皮作（皮革を加工する職人階層）に触頭を置き、武具製作に不可欠な皮作を掌握した。

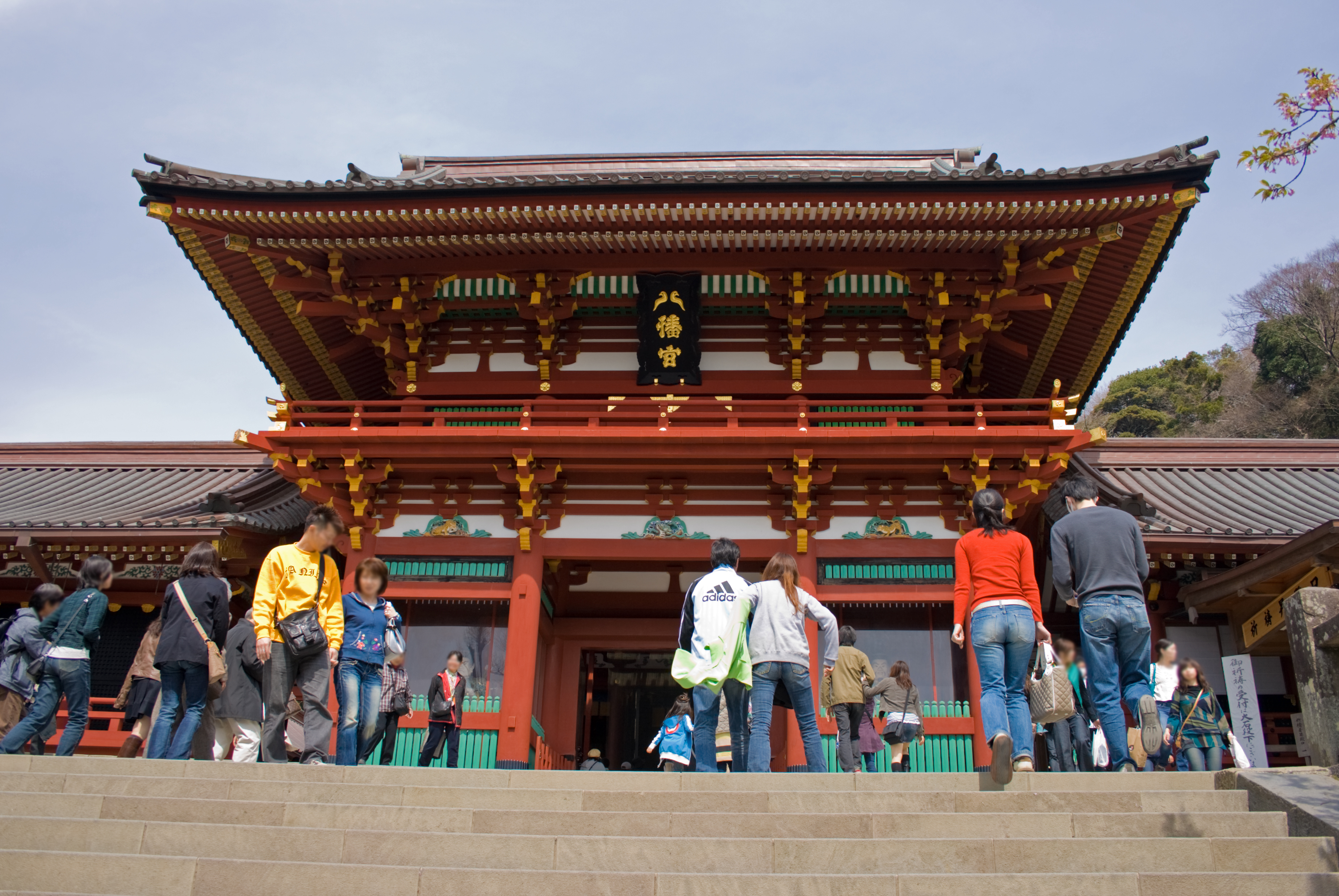
鶴岡八幡宮。神奈川県鎌倉市。

領国拡大以外の氏綱の大事業としては鎌倉鶴岡八幡宮の造営がある。鶴岡八幡宮は大永6年（1526年）に戦火によって焼失しており、造営事業は天文元年（1532年）から始まり、興福寺の番匠を呼び寄せて翌年から工事が着手された。氏綱は関東の諸領主に奉加を求めたが、両上杉氏はこれを拒否している。天文9年（1540年）に上宮正殿が完成し、氏綱ら北条一門臨席のもとで盛大な落慶式が催された。この造営事業は氏綱の没後まで続き、完成は氏康の代の天文13年（1544年）になった。源頼朝以来の武門の守護神たる鶴岡八幡宮の再興事業を主導することは執権北条氏や鎌倉公方といった東国武家政権の政治的後継者を主張するに等しい意味を持っていた。

### 死去

#### 隠居と晩年
第一次国府台合戦の後、氏綱は房総を氏康に任せ小田原城まで帰還している。これ以降氏綱が出陣したことがないためここで隠居したのではないかと思われる。翌天文8年（1539年）には氏康が下総、上総を制圧し武蔵にも侵攻して領土を拡大している。氏綱は両国経営と鶴岡八幡宮の再建という事業を進め、天文9年（1540年）11月に鶴岡八幡宮本殿再建が完了して氏綱はこれを祝った。この席には近衛稙家や足利晴氏なども参列し、氏綱はここで晴氏に関東管領に補任された。

#### 最期
氏綱に敗れた扇谷上杉朝定が、山内上杉家の上杉憲政と手を結んで反攻の兆しを見せ始め、さらに今川軍との戦い（河東の乱）も長期化する中、天文10年（1541年）5月に病に倒れ、7月19日に死去した。享年55。
後を嫡男の北条氏康が継いだ。氏綱は若い氏康の器量を心配して、死の直前の天文10年（1541年）5月に氏康に対して5か条の訓戒状を伝えている（なお、前文では「其方儀、万事我等より生れ勝り給ひぬと見付候得ハ」と氏康の器量を評価している）。

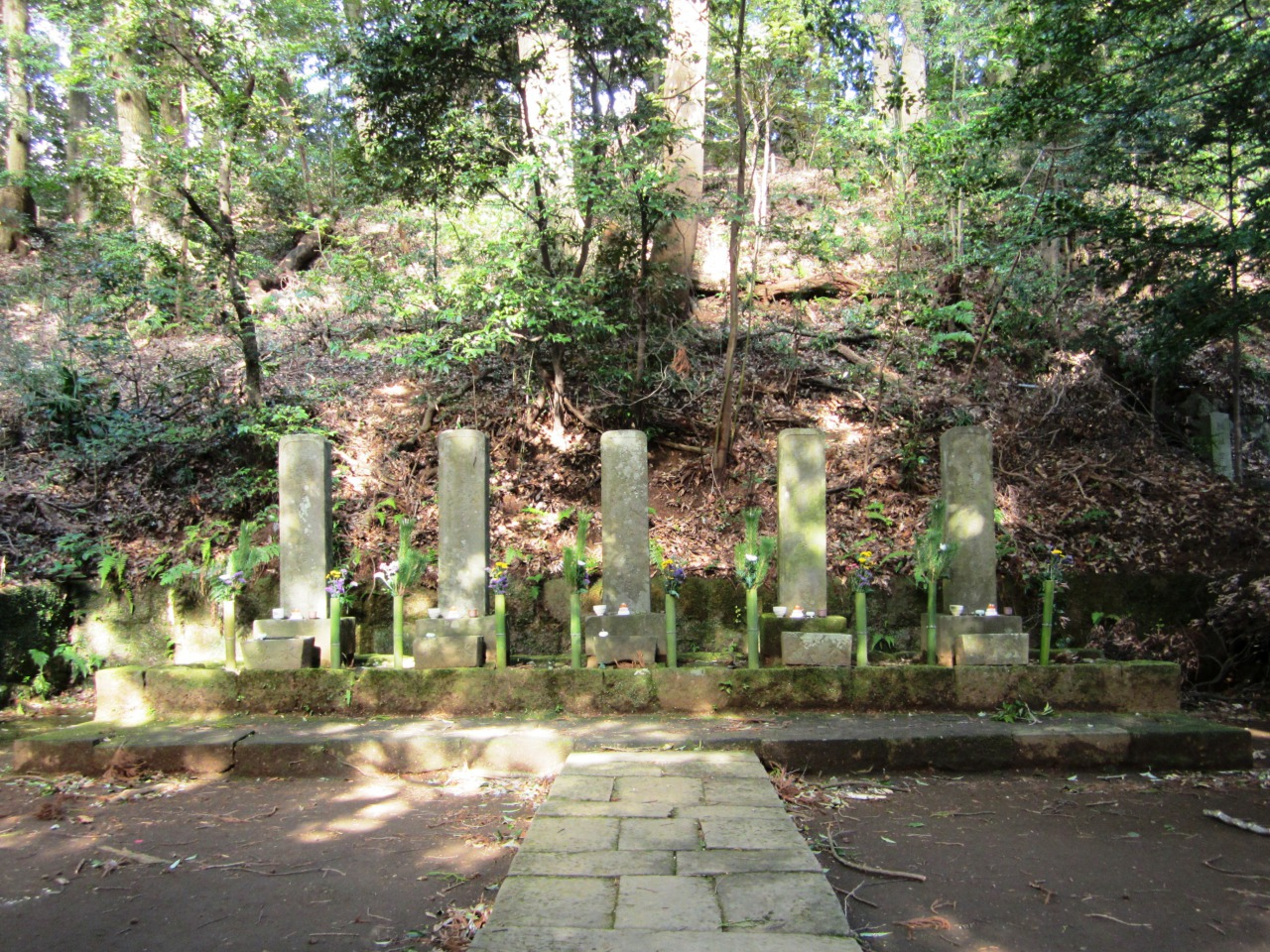
早雲寺の北条五代の墓。右から二番目が氏綱の墓。

氏綱の時代に後北条氏は宗瑞からの伊豆・相模に加えて、武蔵半国と下総の一部そして駿河半国を領国としていた。北条記は氏綱を「二世氏綱君は父のあとをよく守って後嗣としての功があった」と評価している。
神奈川県箱根町の金湯山早雲寺に残る氏綱を含む北条5代の墓所は、江戸時代の寛文12年（1672年）に、北条氏規の子孫で狭山藩北条家5代目当主の北条氏治が、宗瑞の命日に当たる8月15日に建立した供養塔である。氏綱の本来の墓所は、かつての広大な旧早雲寺境内の春松院に葬られたが、旧早雲寺の全伽藍は豊臣秀吉の軍勢に焼かれたため、その位置は不明となっている。

## 妻子
氏綱には2人の妻と4男6女の存在が確認されている。
- 正室：養珠院
  - 長男：北条氏康
- 継室：近衛殿：関白近衛尚通の娘。
- 母親不明
  - 次男：某：早世
  - 三男：北条為昌
  - 四男：北条氏尭
  - 女子：浄心院：太田資高室
  - 女子：大頂院：北条綱成室
  - 女子：世田谷御所・吉良（足利）頼康室[注釈 7]。養子に崎姫（高源院）の息子を迎え、その妻として北条幻庵娘を迎える。
  - 女子：芳春院殿：古河公方・足利晴氏室[注釈 8]
  - 女子：崎姫（高源院）：堀越六郎室。「河東の乱」参照。子の氏朝は吉良頼康の養子となる。
  - 女子：ちよ：葛山氏元室[注釈 9]
- 養子：北条綱成：駿河福島氏出身。

正室の養珠院の出自は不明である。『異本小田原記』には、堀越公方の家臣に北条氏があり堀越公方足利政知の命を受けてその娘を氏綱の妻にした、とする所伝がある。この記述は宗瑞の家系が北条氏に改姓するための作為として考慮されることはなかったが、近年発見された「高橋家過去帳」（同家は後北条氏旧臣）の中には養珠院を「大永七丁亥年七月拾七日滅」「横江北条相模守女」と記されている。黒田基樹は「横江」が後北条氏の家臣にもその名があり、鎌倉北条氏の末裔を名乗っていた横井氏（尾張国出身）の事であるとすれば、養珠院の出自が北条氏とされる所伝にも再検討の必要があると指摘している。
継室の近衛殿は関白近衛尚通の娘で、享禄4年（1531年）から天文元年（1532年）ごろに結婚したと推測されるが、弟の近衛稙家はこのころには31歳になっており、当時の女性としては晩婚のため、外交的な必要からの名目的なものと考えられている。
崎姫は息子の堀越氏朝が吉良氏を継承したことから、吉良頼康室と混同されることが多かったが別人である。

## 偏諱を与えた人物
- 北条綱成（娘婿・養子）
- 北条綱房（綱広とも、綱成の弟）
- 北条綱高（初め高橋綱種、義甥（母が宗瑞の養女）にあたり、のち氏綱の養子となる）
- 北条綱重（甥（弟・長綱の子）、※綱重については父の長綱から1字を受けた可能性が高い）
- 笠原綱信
- 近藤綱秀
- 清水綱吉（伊豆清水氏第2代当主、第3代当主・清水康英の父とされる）
- 清水綱賢（源姓常陸清水氏当主）
- 遠山綱景
- 内藤綱秀
- 高橋氏高（甥（綱高の弟）、功績と母（高蘭院殿）の縁により、伯父の氏綱から通字「氏」の一字を賜る）